# Strojetičtí ze Strojetic
Strojetičtí ze Strojetic byli český šlechtický rod, který pocházel z Strojetic u Kryr v okrese Louny. Patřili k příslušníkům nižší šlechty – k vladyckému stavu. Vlastnili většinou jen drobné statky a nezastávali významné úřady. Jan Jindřich Strojetický z kralovické větve byl roku 1627 povýšen do panského stavu.

## Historie
Vladycká rodina Strojetických pocházela ze Strojetic na Podbořansku. Jejími prvními známými příslušníky byli Bohuslav připomínaný roku 1357 a Hrzek zvaný dlouhý zmiňovaný v letech 1357–1373. Kromě nich ve čtrnáctém století žili Abraham (1363, 1364), Hrzek krátký (1364, 1365) a Žibřid (zmínky z let 1394–1418). V době okolo roku 1430 žil Hrzek, který měl syny Žibřida, Všeslava, Burjana na Hracholuskách, Bohuslava († 1496 ve Strojeticích) a Jana, jejichž potomci založili pět pošlostí. Poslední zmínky o rodině pocházejí z konce osmnáctého století.

### Strojetická pošlost
Strojetická větev rodu vlastnila statky především v Žateckém kraji. Roku 1496 byl jako vlastník Deštnice připomínán Žibřid, jehož syn Kašpar okolo roku 1536 získal do zástavy hrad Střekov. Kromě toho Kašpar roku 1529 prodal část Širokých Třebčic, přibližně ve stejné době také Očihovec a okolo roku 1540 Deštnici. Zemřel krátce po roce 1549 a majetek po něm zdědili synové Václav a Kašpar. Václav Strojetický roku 1563 prodal Střekov Václavu Popelovi z Lobkovic a spolu s bratrem koupili Běšice. Oženil se s Marjanou z Kouče, díky které roku 1582 získal Okořín. Zemřel nejdříve roku 1592.
Václavův syn Jan Jindřich Strojetický zdědil Běšice, ale patřilo mu také Nové Sedlo, kde založil tamní tvrz, a roku 1598 přikoupil Chudeřín. Zemřel roku 1619, ale za podíl na stavovském povstání mu byl roku 1623 zkonfiskován majetek. Není známo, zda část majetku zůstala dcerám Kateřině a Rezině.

### Řesanická pošlost
Jan Strojetický († 1496) byl synem Hrzka. V letech 1474–1476 mu patřily Všetaty a okolo roku 1495 zdědil Strojetice. Statky po něm převzal Jan († 1543), nejspíše jeho syn. V letech 1494–1496 byl pánem v Bělči, roku 1498 vlastnil Šlomce, roku 1516 Březnici, o tři roky později Rybňany a v letech 1523–1529 část Doupova s Kolešovem. Po roce 1530 prodal Strojetice a koupil Řesanice a Kladrubce v tehdejším Prácheňském kraji. Narodili se mu synové Šebestián, Václav a Bořivoj.
Šebestián po otci zdědil Újezdec na Prácheňsku. Václav s Bořivojem se v roce 1543 rozdělili o Řesanice a o tři roky později prodali Kladrubce. Václav roku 1532 (nebo už před rokem 1531 koupil Chříč. Bořivoj v roce 1547 rozšířil své panství o Domoraz a roku 1566 o Jindřichovice. Zemřel roku 1574 a byl pohřben v řesanickém kostele Všech svatých, kde se dochoval jeho náhrobník.
Bořivojovi synové Oldřich, Burjan, Jan mladší, Mikuláš, Jindřich a Radslav prodali Jindřichovice a Blatenku. V roce 1574 se rozdělili o dědictví po otci a strýcích, kteří nejspíše zemřeli bezdětní. Řesanice dostal Oldřich, který k nim roku 1577 přikoupil Mladý Smolivec, ale ještě roku 1603 s ním v Řesanicích žil i Jindřich.
Následující rodinné vazby jsou nejasné. V roce 1615 v Řesanicích žili Jan Jiří a Jan Adam Strojetičtí, zatímco Bořivoj Strojetický byl roku 1615 a 1627 pánem Nové Vsi. Všichni byli katolíky, takže pobělohorské konfiskace se jich nedotkly. Jindřichův syn Petr Zdeněk zemřel na přelomu let 1655 a 1656. Předtím se oženil s Annou z Malovic († 1684), se kterou měl syny Jindřicha Petra, Václava Jáchyma a několik dcer. Po otci zdědili Řesanice, ale Jindřich Petr koupil bratrův podíl a vesnici prodal. Oženil se k Kateřinou z Macerodu, s níž koupil manství v Touškově, ale roku 1693 je prodali. Měli syny Petra Ignáce a Václava Jiřího.
Petr Ignác s roku 1700 oženil s Kateřinou Barborou Matouškovou z Topolčan, s níž sídlil v Radíči u Otic. Kateřina Barbora zemřela roku 1713 v chudobě. Syn Ferdinand Strojetický měl tři dcery a zemřel v roce 1725. Jeho bratr Jan, který zemřel až roku 1794 ve Vlásenici, patřil k posledním členům celého rodu Strojetických.

### Kralovická pošlost
Nejstarším členem kralovické větve rodu byl Ondřej Strojetický, který žil v roce 1538 na Čáslavsku. Roku 1549 přijal do zástavy Dolní Kralovice a v roce 1559 zemřel. Jeho synové se ještě téhož roku rozdělili. Jan dostal Brzotice, Všeslav městečko Kralovice a Abraham Střítež. Abraham zemřel roku 1593 a jeho syn Ondřej zchudl. Všeslav se oženil s Markéta z Klinštejna a roku 1580 koupil Kralovice do dědičného vlastnictví. Sám zemřel roku 1593 a zanechal stejnojmenného nezletilého syna. Majetek za něj před dosažením dospělosti spravovala matka, která prodala Radovice. Dospělý Všeslav († 1604) si vzal Žofii z Minic a žili na Hradeníně.

### Tlučenská pošlost
Jiří Strojetický měl v roce 1548 v zástavním držení ves Tlučnou. Kromě ní mu patřilo pět vesnic na Žluticku a roku 1575 koupil Tlučnou do dědičného vlastnictví. Zemřel okolo roku 1580. Zůstali po něm čtyři synové, z nichž Zachariáš se brzy vystěhoval neznámo kam. Syn Andryáš žil roku 1589 v Klatovech a do roku 1603 na mlýně Trštejně. Abrahám je v roce 1597 uváděn v Horních Kozolupech. Čtvrtý Jindřich měl manželku Evu Drdéřovou z Hrádku, díky níž získal Cebiv a po otci zdědil Tlučnou. Jeho druhou manželkou se stala Anna Úlická z Plešnic, se kterou měl syny Jana Jindřicha a Adama Josefa, který zemřel už v mládí. Jan Jindřich roku 1621 po matce zdědil Křimice. Jeho první manželka pocházela z rodu pánů ze Švamberka, ale brzy zemřela, a proto se nejspíše roku 1622 podruhé oženil s Lidmilou Voršilou z Vrtby. Lidmila zemřela už o dva roky později. Sám Jan Jindřich byl 12. listopadu 1627 povýšen do panského stavu. Roku 1641 přikoupil Křínov a o čtyři roky poté naopak prodal Chotíkov. Zemřel v roce 1646 a byl pohřben ve vrtbovské hrobce ve votickém klášteře. Jeho majetek zdědili páni z Vrtby.

### Řepanská a libyňská pošlost
Poslední rodovou větev založil Jechoniáš Strojetický, který v roce 1516 vlastnil Řepany a Žlutice. Přikoupil Libyni, která mu byla roku 1545 zapsána do zemských desek. Řepany si do nich nechal zapsat sám o rok později. Po něm následoval Jan, který se v tituláři z roku 1589 připomíná jako pán na Řepanech. Zemřel nejpozději roku 1600. Jeho synové Václav, Purkart a Michal s rozdělili o majetek a Řepany připadly Václavovi. Ten je roku 1620 prodal, ale po čase vesnici získal zpět.
Některý z bratrů měl syny Purkarta a Adama Ferdinanda, kteří v roce 1657 prodali Německý Chloumek. Adamu Ferdinandovi patřily také Očedělice a Libyně. První odkázal Rudolfu Ferdinandu Stošovi z Kounic a Libyni svým synovcům. Purkart s manželkou Annou Zuzanou Nesslingerovou z Schelchengrabenu a narodili se jim synové Václav a Jiří Diviš. Bratři v roce 1669 po strýci zdědili Libyni. Jiří Diviš se roku 1686 oženil s Kateřinou Veronikou Nesslingerovou a zemřel v roce 1728. Jejich syn Antonín Arnošt († 1772) vlastnil Modřejovice a později Terešov. Jeho manželkou se stala Barbora Deymová ze Stříteže († 5. února 1785). Měli syny Karla a Jiřího Antonína. Jiří Antonín vstoupil do jezuitského řádu, po jehož zrušení žil na Prácheňsku a zemřel 28. října 1785. Karel zemřel dříve než otec, ale s manželou Marií Zuzanou Wolfingerovou z Volfsberka († 1782) měl syna Karla Josefa připomínaného ještě v roce 1795.

## Erb
Strojetičtí měli v erbu modrý štít, na němž se nacházelo zlaté jelení paroží.